# Deutsch-Spanischer Vertrag 1899

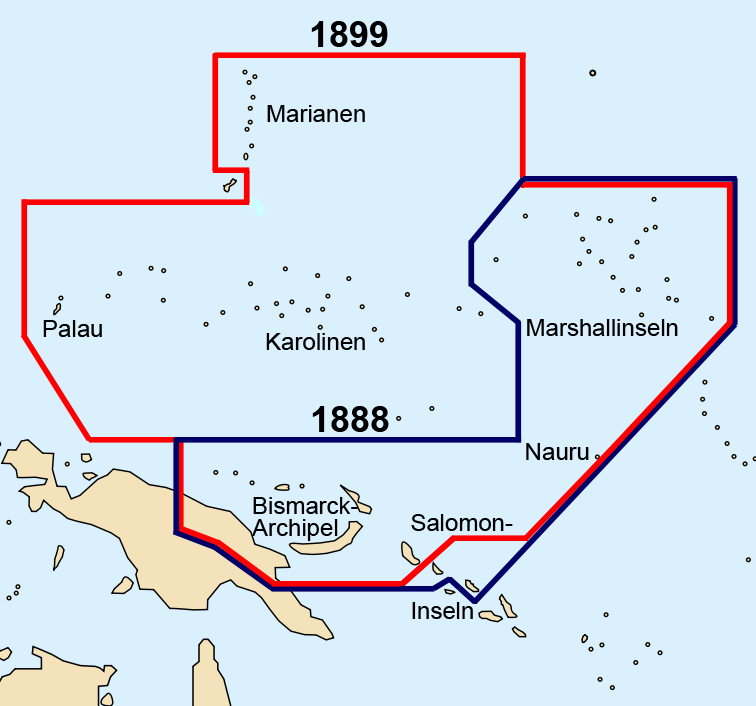
Die deutschen Südseegebiete vor und nach dem Deutsch-Spanischen und dem Samoa-Vertrag von 1899

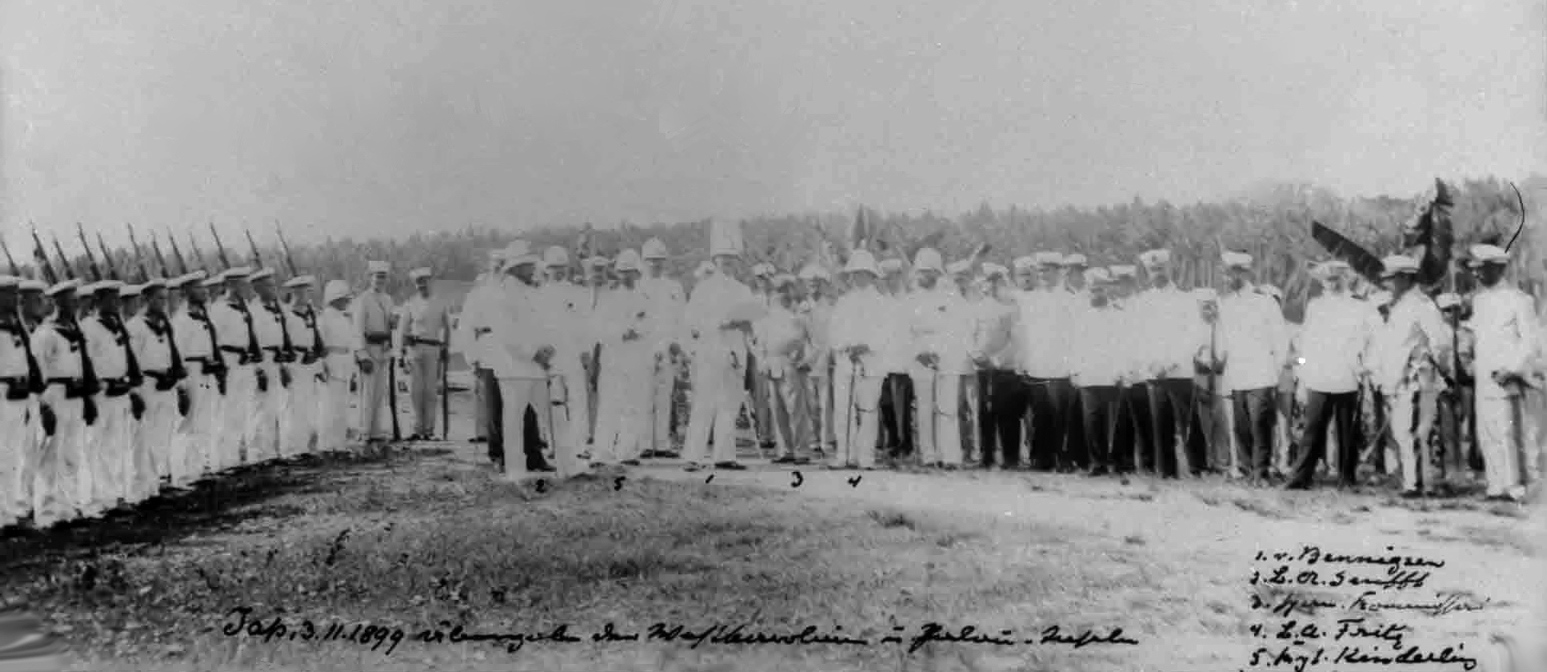
Übergabe der Westkarolinen und Palau von Spanien an das Deutsche Reich – Yap, 3. November 1899

Der Deutsch-Spanische Vertrag 1899 war ein Vertrag zwischen dem deutschen Kaiserreich und dem Königreich Spanien zwecks Überlassung von spanischen Kolonien im Pazifischen Ozean.

## Vorgeschichte
Im sogenannten Karolinenstreit zwischen Deutschland und Spanien hatte Papst Leo XIII. 1885 die Karolinen Spanien zugesprochen, Deutschland aber Vorrechte eingeräumt. Die Inselgruppe blieb daher zunächst Bestandteil Spanisch-Ostindiens bis sich mit dem Spanisch-Amerikanischen Krieg von 1898 das Ende der spanischen Kolonialära ankündigte. Unter Kaiser Wilhelm II. waren nach der Entlassung Bismarcks im Jahr 1890 nur wenige deutsche Kolonialgebiete hinzugekommen. 1897 hatte das Deutsche Reich allerdings in China interveniert und den Grundstein des Pachtgebiets Kiautschou gelegt. Die deutsche Marine sollte so Stützpunkte in Ostasien und am Pazifik erhalten. Der Kaiser hoffte, diese Politik im Schatten des Spanisch-Amerikanischen Krieges fortsetzen zu können und etwa einen Stützpunkt auf den Philippinen zu bekommen. Mit dem Manila-Zwischenfall im Juni 1898 erhielt dieses Vorgehen allerdings einen Dämpfer, als die Vereinigten Staaten eine deutsche Flottenansammlung vor den Philippinen nicht duldeten.

## Zustandekommen
Der deutsche Botschafter in London, Paul von Hatzfeldt, scheiterte am 17. Juni 1898 mit seinem Vorschlag, im Gegenzug zur amerikanischen Blockade Manilas die Karolinen handstreichartig zu besetzen und als Verhandlungsmasse zu nutzen. Auf Initiative des Auswärtigen Amtes vollzog Deutschland stattdessen eine diplomatische Annäherung an die Vereinigten Staaten. Am 9. Juli 1898 fand eine Unterredung zwischen Unterstaatssekretär Oswald von Richthofen und dem US-amerikanischen Botschafter in Berlin, Andrew Dickson White, statt. Richthofen teilte als deutsche Wünsche die Annexion Samoas und der Karolinen sowie Stützpunkte auf den Philippinen mit. Die USA signalisierten Entgegenkommen. Der deutsche Botschafter in Spanien, Joseph Maria von Radowitz, erhielt daraufhin den Auftrag, beim spanischen Außenminister bezüglich der Abtretung der Karolineninseln Kusaie, Ponape und Yap (Jap) anzufragen. Deutschland und Spanien schlossen am 10. September 1898 einen Geheimvertrag, in dem Spanien nach einem Friedensschluss mit den Vereinigten Staaten einen Verkauf der Insel an Deutschland in Aussicht stellte. Der deutsche Kaiser war hocherfreut.
Nachdem die Philippinen und Guam im Pariser Frieden von 1898 US-amerikanische Kolonien geworden waren, verloren die Karolinen, wie auch die verbleibenden Marianeninseln für Spanien an Wert. Dem Kauf durch Deutschland schien nichts mehr im Wege zu stehen. Zunächst musste sich die deutsche Regierung allerdings mit den USA einigen, die zwischen Manila und San Francisco eine Kabelstation auf eigenem Territorium errichten wollten. Man einigte sich schließlich darauf, den Amerikanern das Atoll Wake zu überlassen, das sich nach deutscher Auffassung in der Interessensphäre des Reiches befand. Währenddessen machte Belgiens König Leopold II. Spanien ebenfalls ein Angebot, wonach die spanischen Südseeinseln lediglich von einer belgischen Handelsgesellschaft gepachtet werden, formal aber bei Spanien verbleiben sollten. Leopold II. zog sein Angebot jedoch nach kurzer Zeit auf massiven deutschen Druck hin zurück.
Das Deutsche Reich und Spanien einigten sich am 12. Februar 1899 in einem Abkommen auf die Überlassung der Karolinen, der nördlichen Marianen und Palau gegen eine Entschädigung von 25 Millionen Peseten, umgerechnet 16.598.373,14 Mark. Aufgrund des gleichzeitigen Interesses Japans hatte die deutsche Seite den Preis nicht weiter heruntergehandelt, auch wenn er von ihr teilweise als zu hoch erachtet wurde.
Nun mussten noch die jeweiligen Parlamente dem Vertrag zustimmen, was in der spanischen Volksvertretung am 19. Juni 1899 und im deutschen Reichstag am 21. Juni 1899 geschah. Die deutsche Freisinnige Volkspartei und die SPD verweigerten die Zustimmung, waren aber in der Minderheit. Am 30. Juni 1898 wurde ein entsprechender deutsch-spanischer Staatsvertrag geschlossen. Der Vertrag wurde vom deutschen Reichskanzler Chlodwig zu Hohenlohe-Schillingsfürst und vom spanischen Ministerpräsidenten Francisco Silvela Le Vielleuze unterschrieben.
Der Verkauf stellte die endgültige Aufgabe Spanisch-Ostindiens dar. Die Inseln sollten dem Deutschen Reich als Ausgangsbasis zu weiteren kolonialen Erwerbungen bzw. Ausdehnungen dienen.

## Folgen

### Politische Reaktionen
Auf deutscher Seite war der im Vertrag enthaltene Kauf der Inselgruppen umstritten. Staatssekretär Bernhard von Bülow rechtfertigte die Neuerwerbungen gegenüber Kritikern aus linksliberalen Kreisen. Aus ihrer Sicht waren die Inseln zu teuer und wirtschaftlich unrentabel. Bülow verwies hingegen auf die geographische Geschlossenheit des vergrößerten deutschen Südseeraums. Zudem seien die Inseln besonders geeignet für die Land- und Forstwirtschaft: Sie seien wasserreich, hätten große Holzbestände und lieferten Kopra, der Haupthandelsartikel der Südsee. Das Klima sei für Europäer verhältnismäßig gesund und die Marianen seien ein möglicher Stützpunkt für den Schiffsverkehr zwischen Südostasien und Südamerika sowie zwischen Kaiser-Wilhelms-Land und Kiautschou.

### Inbesitznahme

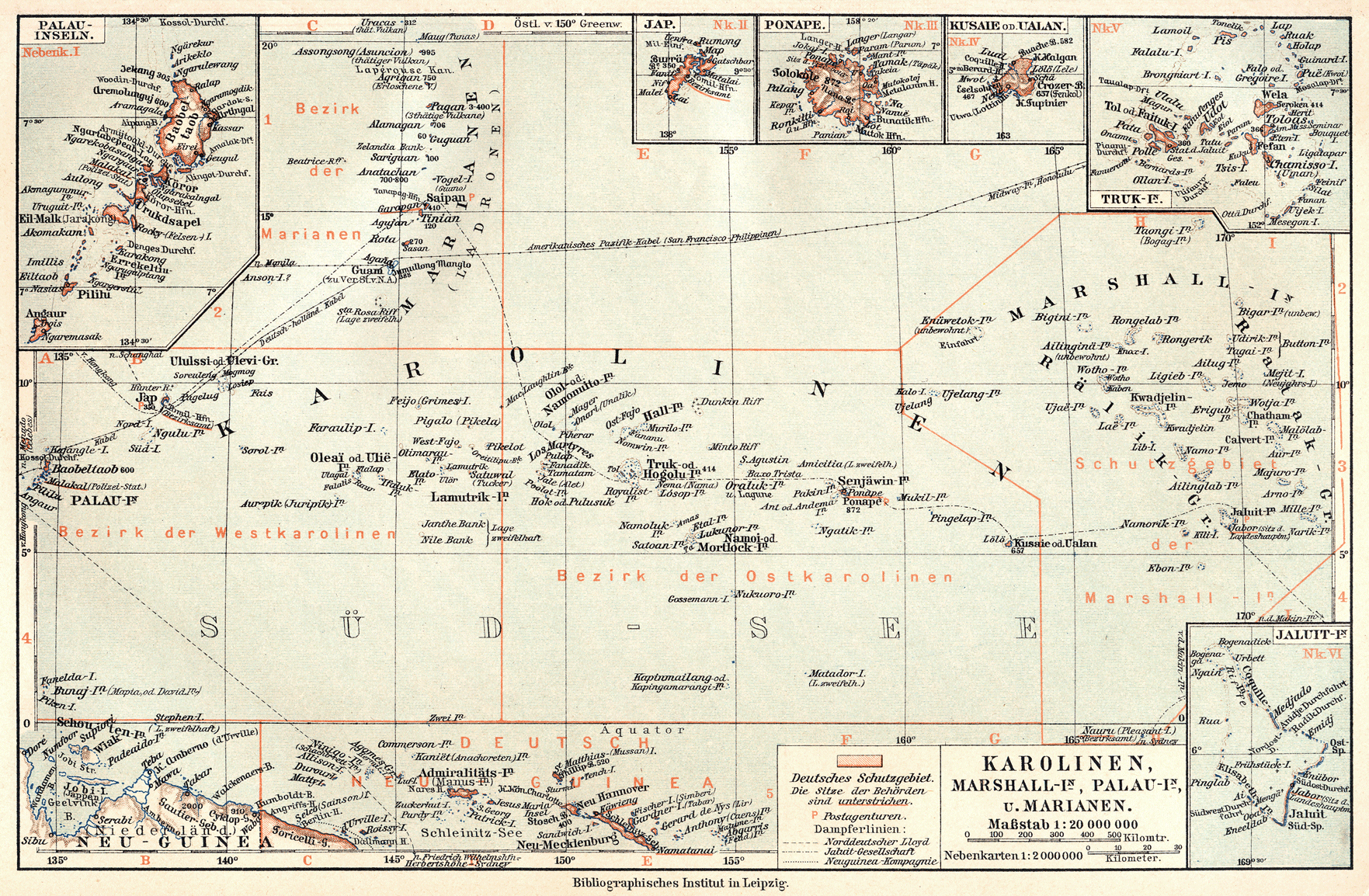
Deutsch-Mikronesien mit Bezirksgrenzen, Karte von 1905

In einem allerhöchsten Gesetz vom 18. Juli 1899 besiegelte Kaiser Wilhelm II. die deutsche „Schutzherrschaft“ über die vormals spanischen Südseeinseln und ordnete die Übergabe an. Die Verwaltungsgliederung in Ost- und Westkarolinen sowie die Marianen wurde beibehalten. Für die Ostkarolinen wurde ein Vizegouverneur, für die Westkarolinen und Marianen je ein Bezirksamtmann bestimmt. Die Oberhoheit lag beim Gouverneur von Deutsch-Neuguinea. Von Ende September bis November 1899 unternahmen das deutsche Kanonenboot Jaguar und der gecharterte Dampfer Kudat eine Reise durch die neuen deutschen Besitzungen. Dabei wurden die Hauptorte der jeweiligen Inseln angelaufen und die Übergabe feierlich vollzogen (am 13. Oktober 1899 auf Ponape für die Ostkarolinen, am 3. November 1899 auf Jap für die Westkarolinen, am 17. November 1899 auf Saipan für die Marianen).
Die im äußersten Südwesten der Neuerwerbungen gelegene Insel Mapia war schon vor dem Kauf von den Niederlanden und Spanien zugleich beansprucht worden. Deutschland gab sie daher an die Niederländer zurück.